# Principado de Capestrano
O Principado de Capestrano (em italiano:  Principato di Capestrano) foi um feudo histórico - originalmente um marquesado, posteriormente um principado - na região italiana de Abruzzo.
Existiu entre 1284, ano em que Carlos I de Anjou atribui o território a Ricardo de Acquaviva de S. Valentino, e 1743, ano em que foi outorgado a Carlos de Bourbon, rei de Nápoles, transformando-se num feudo alodial desse reino.

## História

### Origens
Em 1284, o rei Carlos I de Anjou, em sinal de reconhecimento pela fidelidade demonstrada na conquista do reino de Nápoles, doa o território do vale do Tirino a Ricardo de Acquaviva de S. Valentino.
O domínio durou até 1318 quando o rei Carlos III de Nápoles, cede Capestrano a Pietro da Celano. Em 1435 o Marquesado passou de Nicola à sua filha Jacovella (Cobella) da Celano que casou por três vezes, a última com Leonel Accrocciamuro. Deste último casamento teve um filho, Ruggerone que toma o partido de João de Anjou.
Mas com a vitória do rei Ferrante I de Nápoles, Ruggerone vê-lhe o marquesado confiscado e, a 12 de outubro de 1463, atribuído a Antonio Todeschini Piccolomini duque de Amalfi e sobrinho do papa Pio II.
Diversos membros da família Piccolomini sucederam no marquesado até que Constança, fortemente endividada pela construção da Basílica de S. Andrea della Valle, em Roma, acaba por penhorar as terras e em 1569, vendê-las definitivamente por 106.000 ducados a Francisco I de Médici, Grão-Duque da Toscana. Acaba assim o domínio dos Piccolomini em Capestrano.

### O governo dos Médici
Adquirido o feudo, Francisco I de Médici governa o marquesado que, em 1584, por vontade do rei Filipe II de Espanha é elevado a principado.
Em 1585, Francisco I cede o estado ao seu filho natural, António de Médici. Com a morte do pai, António passou a viver na sombra do tio, Fernando I de Médici, que sucedera no Grão-Ducado da Toscana, o qual lhe confere, em 1595, uma pensão de 35.000 scudi por ano, em troca da renúncia ao Principado de Capestrano, que o pai lhe atribuíra a título vitalício.
Capestrano regressou à linha dos Médicis de Florença, sendo primeiro governado diretamente pelos Grão-duques Fernando I e Cosme II e, depois, por membros cadetes da família, como o Príncipe Francisco, o Cardeal Carlos e o duque de Rovere e Montefeltro Francisco Maria.
Com a morte de João Gastão de Médici, último membro masculino da família, o Grão ducado da Toscana é herdado pelo imperador Francisco I, enquanto que Capestrano permanece ligado aos Médici, na pessoa de sua irmã, Ana Maria Luísa, eleitora-viúva do Palatinado, e último membro da família, que vem a falecer, também sem descendência, em 1743.
Nesse ano, tendo em conta o enquadramento político e o domínio do "mezzogiorno" por Carlos de Bourbon, Capestrano tornou-se um estado alodial incluído no Reino de Nápoles.

## Lista de monarcas de Capestrano

### Marqueses
- 1284-1318 Ricardo de Acquaviva de S. Valentino
- 1318- ?   Pedro de Celano
...
- ?  -1435 Nicolau de Celano
- 1435- ?   Jacovella (Cobella) de Celano
- ?  -1463 Rugeronne Accrocciamuro (filho da anterior)
- 1463-1493 Antonio Todeschini Piccolomini, 1º duque de Amalfi
- 1493-1505 Afonso I Piccolomini, 2º duque de Amalfi
- 1505-1564 Afonso II Piccolomini, 3º duque de Amalfi
- 1564-1566 Innico Piccolomini, 4º duque de Amalfi
- 1566-1569 Constança Piccolomini, 5ª duquesa de Amalfi
- 1569-1584 Francisco I de Médici, Grão-Duque da Toscana

### Príncipes
- 1584-1585 Francisco I de Médici, Grão-Duque da Toscana
- 1585-1595 António de Médici
- 1595-1609 Fernando I de Médici, Grão-Duque da Toscana
- 1609-1612 Cosme II de Médici, Grão-Duque da Toscana
- 1612-1614 Francisco de Médici, Príncipe de Capestrano
- 1614-1666 Carlos de Médici, Cardeal
- 1666-1711 Francisco Maria de Médici, Duque de Rovere e Moltefeltro
- 1711-1737 João Gastão de Médici, Grão-Duque da Toscana
- 1737-1743 Ana Maria Luísa de Médici, último membro da família Médici
  - 1743 para Carlos de Bourbon, que o integra no Reino de Nápoles.